# Shimanto-gawa
Le fleuve Shimanto (四万十川, Shimanto-gawa) est un cours d'eau de l'île de Shikoku au Japon.

## Géographie
Le fleuve Shimanto, long de 196 km, serpente sur un bassin de 2 270 km2. Il prend sa source au mont Irazu 不入山 (Irazu-yama), à 1 336 m d'altitude.
Quarante-sept ponts (沈下橋, chinkabashi, ponts submersibles) enjambent ce fleuve tout le long de son parcours jusqu'à son embouchure : l'océan Pacifique.

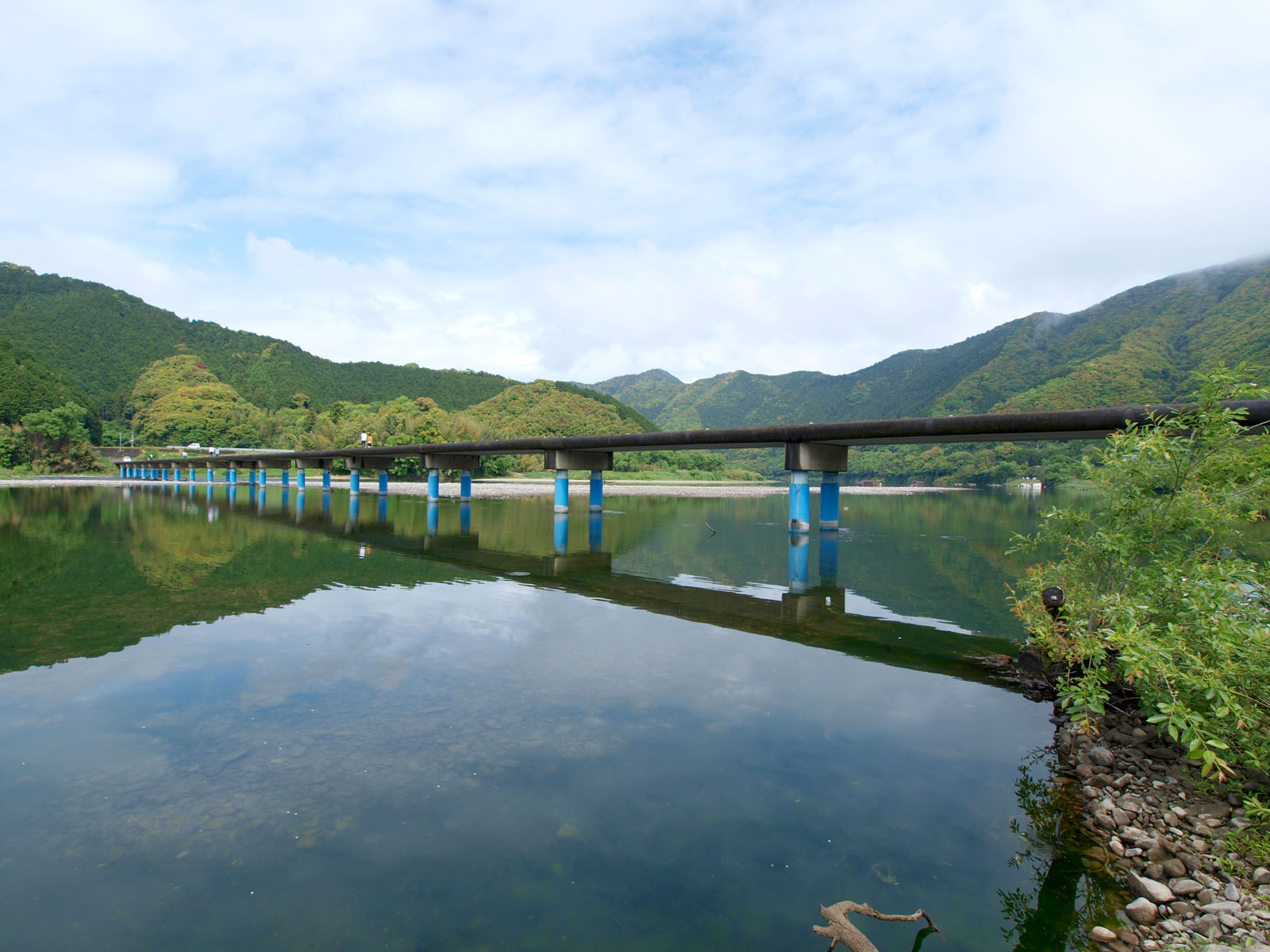
Le pont Sada traversant le fleuve à Shimanto.
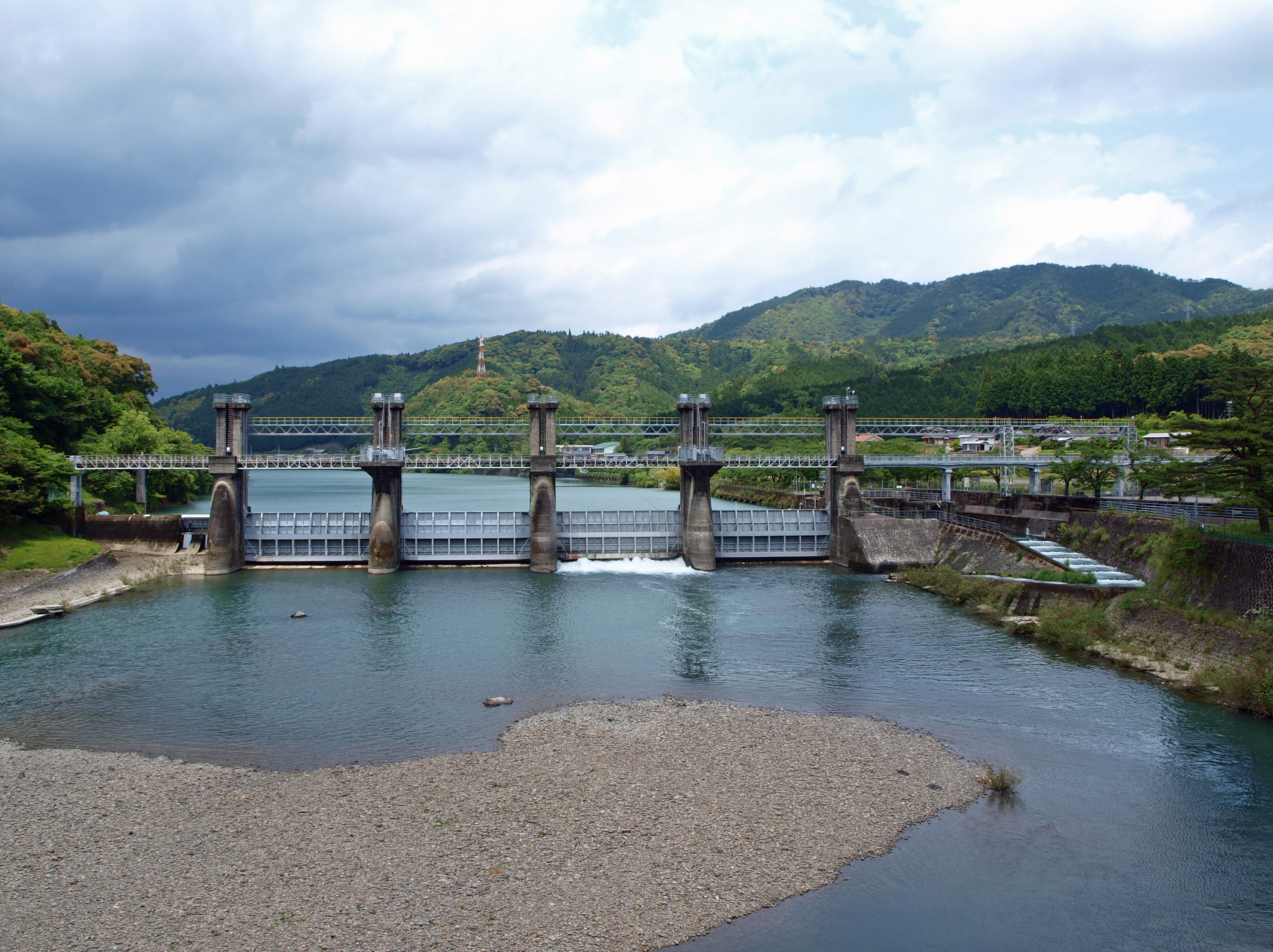
Barrage d'Iejigawa.
Le pont Mitosa à Shimanto.
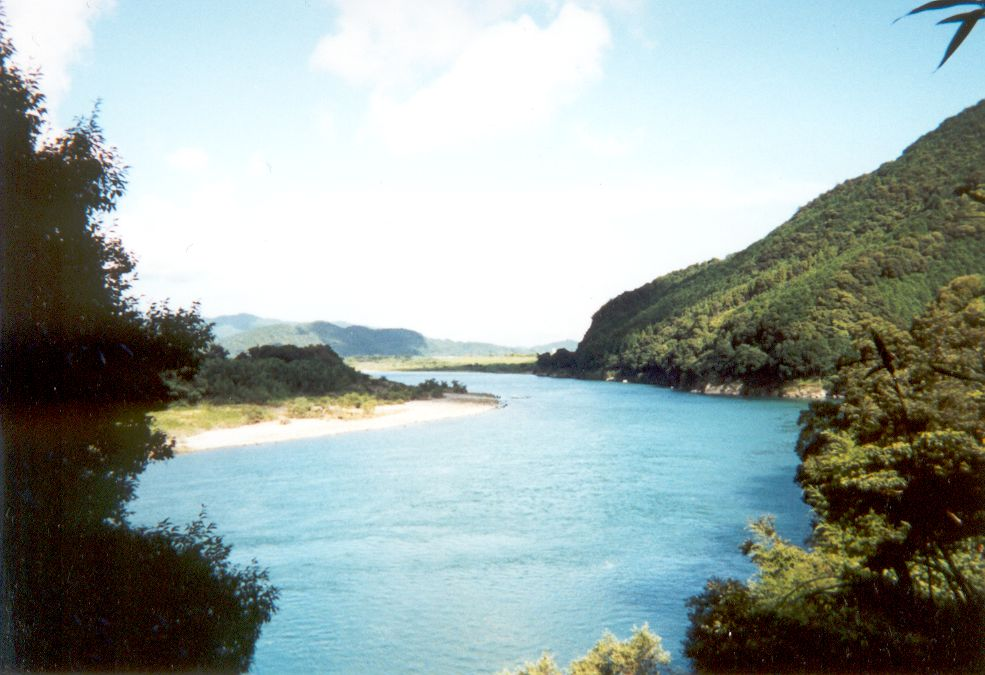
Le fleuve Shimanto vers Nakamura.